# Araneus aballensis
Araneus aballensis är en spindelart som först beskrevs av Embrik Strand 1906.  Araneus aballensis ingår i släktet Araneus och familjen hjulspindlar.
Artens utbredningsområde är Etiopien. Inga underarter finns listade i Catalogue of Life.